# La bella durmiente (ballet)
La Bella Durmiente (en ruso, Спящая красавица [Spyáschaya krasávitsa]) es un cuento de hadas-ballet estructurado en un prólogo y tres actos, que fue encargado por el director de los Teatros Imperiales Iván Vsévolozhsky en 1888 y se estrenó en 1890. La música fue compuesta por Piotr Ilich Chaikovski, que completó la partitura en 1889. Se trata de su op. 66 y es el segundo de sus ballets. En la producción original la coreografía fue creada por Marius Petipa y la escenografía fue concebida por Iván Vsévolozhsky. El libreto fue escrito por Iván Vsévolozhsky y el propio Petipa, que se basaron en el cuento La Bella Durmiente del bosque en las redacciones del escritor francés Charles Perrault en 1697 y también de los escritores alemanes los Hermanos Grimm en 1812. En el tercer acto el ballet aparecen personajes de otros cuentos de autores franceses de la época, tales como El Gato con Botas, La Cenicienta, Caperucita Roja y el Lobo Feroz, La gata blanca, El pájaro azul y la princesa Florina, La Bella y la Bestia, entre otros. 
La obra se ha convertido en uno de los ballets más famosos del repertorio clásico. La primera representación tuvo lugar el 15 de enero de 1890 en el Teatro Mariinski de San Petersburgo. Carlotta Brianza bailó representando a la princesa y Pável Gerdt al príncipe, con Marius Petipa como el Hada de las lilas y Enrico Cecchetti como la bruja Carabosse. En Europa se presentó por primera vez, una versión abreviada de los Ballets Rusos, en Londres el 2 de noviembre de 1921. Catherine Littlefield organizó el primer montaje completo de La bella durmiente en Estados Unidos y presentó la producción el 12 de febrero de 1937 en la Academia de Música, Filadelfia, con el Ballet de Filadelfia.

El 2 de febrero 1939 el Teatro de Sadler's Wells presentó el ballet en Londres con Margot Fonteyn en el papel principal... Esta fue la primera producción exitosa fuera de Rusia y permitió a La bella durmiente alcanzar una gran popularidad en todos los países donde se cultiva el ballet clásico... La forma en la que desarrolló sus temas y la espléndida originalidad con la que anotó la música elevó sus ballets muy por encima de lo que sus predecesores habían compuesto.
— Roger Fiske

## Historia

### Composición
Chaikovski fue abordado el 25 de mayo de 1888 por Vsévolozhsky, que era el director de los Teatros Imperiales de San Petersburgo, para hablarle sobre una posible adaptación de ballet basada en la historia de Undine. Posteriormente se decidió que La bella durmiente de Perrault fuera la historia para la cual compondría la música del ballet. Chaikovski no dudó en aceptar el encargo aunque era consciente de que El lago de los cisnes, su único ballet anterior, había sido recibido con poco entusiasmo en esa etapa de su carrera.
El escenario de ballet en el que trabajó Chaikovski se basó en la versión de los Hermanos Grimm de la obra de Perrault titulada Dornröschen. En dicha versión los padres de la princesa, el rey y la reina, sobreviven al sueño de cien años para celebrar la boda de la princesa con el príncipe. 
No obstante, Vsévolozhsky incluyó en el ballet otros personajes de los cuentos de Perrault, tales como El Gato con Botas, Caperucita Roja, Cenicienta, El pájaro azul, Riquete el del copete y Pulgarcito. Asimismo, se tomaron otros personajes de cuentos de hadas franceses como La bella y la bestia, Ricitos de oro y La gata blanca. Por su parte, Chaikovski estaba feliz de informar al director de los Teatros Imperiales que había tenido el gran placer de estudiar la obra y que había logrado la inspiración adecuada para hacerle justicia.
El coreógrafo fue Marius Petipa, maestro de ballet del ballet imperial, que escribió una lista muy detallada de instrucciones en cuanto a los requerimientos musicales. Chaikovski trabajó con rapidez sobre la nueva obra en Frolóvskoye. Comenzó los bocetos iniciales en el invierno de 1888 y empezó la orquestación de la obra el 30 de mayo de 1889.
El ballet se centra en las dos principales fuerzas en conflicto del bien (el Hada de las lilas) y del mal (la bruja Carabosse). Cada una de ellas cuenta con un leitmotiv representativo, que se ejecuta a través de todo el ballet y que sirve como un importante hilo para la trama subyacente. En el tercer acto de la obra, sin embargo, no aparece ninguno de los dos motivos y en su lugar coloca el foco sobre los personajes individuales de las diversas danzas de la corte.

### Representaciones

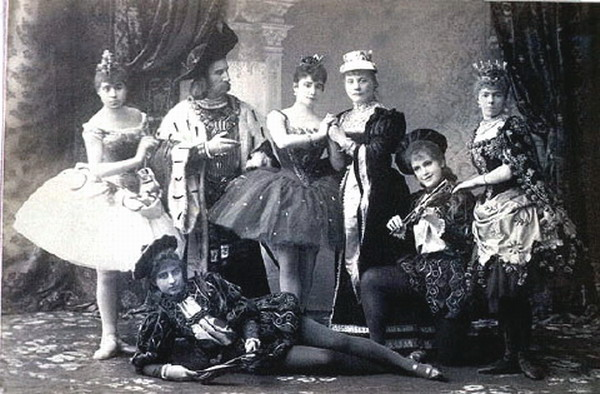
Elenco original vestidos para el acto I, 1890.

#### Estreno mundial en San Petersburgo
El estreno tuvo lugar el 15 de enero de 1890 en el Teatro Mariinski de San Petersburgo, con coreografía de Marius Petipa y dirección de Riccardo Drigo. La escenografía fue de Henrich Levogt (Prólogo), Iván Andréyev (Acto I), Mijaíl Bocharov (Actos I y II), Matvey Shishkov (Acto III). El diseñador de vestuario fue Iván Vsévolozhsky.
En el estreno, el zar Alejandro III de Rusia convocó a Chaikovski al palco imperial. El zar hizo el simple comentario "Muy bonito", que al parecer irritó a Chaikovski quien probablemente había esperado una respuesta más favorable. El estreno del ballet recibió elogios más favorables que El lago de los cisnes por parte de la prensa, pero Chaikovski nunca tuvo el lujo de presenciar cómo su trabajo se convirtió en un éxito instantáneo en los teatros fuera de Rusia. Falleció en 1893. En 1903, La bella durmiente era el segundo ballet más popular en el repertorio del ballet imperial (La hija del faraón de Petipa /  Pugni era el primero), habiendo sido representado 200 veces en sólo diez años.

#### Otras producciones notables
- 1899: 17 de enero, con coreografía de Aleksandr Gorski para el Teatro Imperial del Bolshói de Moscú, , dirigido por Andréi Arends y escenografía de Anatoli Geltser y Karl Valts (vals).[1]
- 1896: con coreografía de Giorgio Saracco para La Scala de Milán. Carlotta Brianza interpretó a Aurora. Pero no despertó mucho interés.
- 1921: con coreografía de Nikolái Serguéiev para el Alhambra Theatre de Londres y escenografía de Léon Bakst. Era una producción de Serguéi Diáguilev con el título La bella durmiente. Gracias a este montaje el ballet finalmente obtuvo una amplia aclamación y con el tiempo un lugar permanente en el repertorio clásico.
- 1937: con coreografía de Catalina Littlefield para la Academia de Música de Filadelfia.
- 1946: con coreografía de Ninette de Valois para la Royal Opera House de Londres. Esta producción significó el debut del Royal Ballet en la Royal Opera House, donde se ha mantenido como compañía de ballet residente. Una adaptación televisiva de este montaje fue presentada en los EE. UU. por NBC en 1955 como parte de su serie antológica Producers' Showcase. Un resurgimiento de esta producción, con la escenografía y el vestuario un tanto revisado, fue puesta en escena en 2006 y está disponible en DVD.
- 1968: montaje del Royal Festival Hall de Londres con el London Festival Ballet.
- 1992: reelaborado por Youri Vámos para el Teatro de Basilea, con una nueva narrativa que representa la vida de Anna Anderson y su pretensión de ser la gran duquesa Anastasia. El orden de los números musicales se modificó ligeramente, algunos números sustituidos por otras piezas de Chaikovski y se conservan los principales arreglos de la coreografía de Petipa, pero ahora organizados en un contexto narrativo diferente - a menudo se representa como "recuerdos" de Anderson. Esta versión ha sido interpretada por una serie de compañías de ballet de Europa Central durante las dos últimas décadas.

En 1999, el Ballet Mariinski reconstruyó la producción original de 1899 incluyendo reproducciones de los decorados y el vestuario original. Si bien la producción de Kírov de 1951 por Konstantín Serguéyev está disponible en DVD / Video, la versión "auténtica" de 1999 está disponible únicamente en breves extractos a partir de 2007.
La bella durmiente es el ballet más largo de Chaikovski. Dura casi cuatro horas en totalidad, contando los descansos. Sin intermedios, tal como aparece en diversas colecciones de discos, tiene una duración de casi tres horas. Casi siempre está cortado.
| Rey Florestan                       | Feliks Kszesiński (padre de Mathilde Kschessinska) |                   |
| Reina                               | Giuseppina Cecchetti                               |                   |
| Princesa Aurora, la Bella Durmiente | Carlotta Brianza                                   | Lyubov Róslavleva |
| Hada de las lilas                   | Marius Petipa                                      | M. Grachévskaya   |
| Bruja Carabosse                     | Enrico Cecchetti                                   | Vasili Guéltser   |
| Príncipe Désiré                     | Pável Gerdt                                        | Iván Jlyustin     |
| El pájaro azul                      | Enrico Cecchetti                                   |                   |
| Princesa Florine                    | Varvara Nikítina                                   |                   |

## Libreto

### Personajes
La corte real
- Rey Florestán XIV
- Reina
- Princesa Aurora, la Bella Durmiente, la hija de la Reina y del Rey Florestán XIV
- Catalabutte, maestro de ceremonias
- Cortesanos, damas de honor, pajes, lacayos

Las hadas
- Candide (“Hada de la sinceridad”)
- Écoutante (“Orejas florecientes”)
- Miettes qui tombent (“Migajas que caen”)
- Canari qui Chante (“Canario que canta”)
- Violente (“Hada de las pasiones ardientes”)
- La Fée des Lilas (“el Hada de las Lilas”)
- Las hadas de oro, plata, zafiro y diamante

La Bruja
- Carabosse

Los cuatro pretendientes
- Príncipe Chéri (“amado”)
- Príncipe Charmant (“encantador”)
- Príncipe Fortuné (“afortunado”)
- Príncipe Fleur de Pois (“Flor de guisante”)

Fiesta de caza del príncipe
- Príncipe Désiré (“deseado”) Florimund
- Gallifron, tutor del príncipe
- Los amigos del príncipe, duquesas, baronesas, condesas y marquesas

Personajes de cuento (cuatro parejas)
- El gato con botas y La gata blanca
- El pájaro azul y la Princesa Florina
- Cenicienta y el Príncipe azul
- Caperucita roja y el Lobo feroz
- Pulgarcito, sus hermanos y el ogro

### Argumento
Al dormir la princesa cien años, la obra está ambientada en el siglo XVII y la segunda parte en  el siglo XVIII, en Europa. 
Prólogo
El rey Florestán XIV y su esposa, la reina, han dado el nacimiento de su primer descendiente, la princesa Aurora, y anuncian una gran ceremonia de bautizo en honor a ella. Seis hadas son invitadas a la ceremonia para agasajar con regalos a la niña. De manera, que cada una se acerca a la cuna de la recién nacida para entregarle su regalo. Cada hada representa una virtud o rasgo positivo como la belleza, el valor, la dulzura, el talento musical y la travesura (los nombres de las hadas y sus regalos varían en las diversas producciones). El hada más poderosa, el hada de las lilas, llega con su séquito, pero antes de que pueda otorgar su don el palacio se oscurece. 
Con un trueno aparece la malvada bruja Carabosse (normalmente interpretado por una bailarina de carácter femenino o un bailarín masculino vestido de mujer) con sus secuaces (generalmente varios bailarines hombres representados como ratas o insectos). Carabosse pregunta furiosamente al rey y a la reina por qué no había recibido una invitación para el bautizo. La culpa recae en Catallabutte, el maestro de ceremonias que estaba a cargo de la lista de invitados. Carabosse rasga con regocijo su cabello y lo golpea con su bastón, antes de lanzar una maldición sobre la princesa en venganza: Aurora sin duda crecerá para ser una dama y princesa joven, hermosa, virtuosa y encantadora, pero en su decimosexto cumpleaños se pinchará el dedo con un huso de una rueca y morirá. Los reyes y la corte están horrorizados y suplican clemencia a Carabosse, pero ella no muestra ninguna. 
Sin embargo, el hada de las lilas interviene. A pesar de que no tiene el poder suficiente para deshacer completamente la maldición, ella la modifica, permitiendo que el huso cause un apacible sueño de cien años a la princesa en lugar de la muerte. Al final de esos cien años, ella se despertará con el beso de un apuesto príncipe. 
Acto I
Fiesta en el palacio, es el día del decimosexto cumpleaños de la princesa Aurora. Las celebraciones están en marcha, aunque el Rey aún es inestable por el presagio de Carabosse. Sus padres, los reyes, han prohibido en su reino todos los husos. Catallabutte descubre varias campesinas tejiendo cerca (una actividad prohibida, ya que implica el empleo de husos potencialmente dañinos para la princesa) y alerta al rey. Este inicialmente sentencia a las mujeres a un duro castigo. La reina le persuade suavemente para que perdone a los ciudadanos inocentes y él accede. La gente del pueblo interpreta un elaborado vals con guirnaldas de flores, y la princesa Aurora llega después. 
A la fiesta han sido invitados cuatro príncipes de diferentes partes del mundo que han venido a solicitar la mano de la princesa. Aurora y los pretendientes ejecutan el famoso Adagio de la Rosa, una de las secuencias más notoriamente difíciles de todo el ballet. 
Mientras transcurre la fiesta se le acerca a la princesa Aurora una vieja y le ofrece como regalo a la princesa un huso (en algunas versiones el regalo es un ramo de flores no amenazante con el huso escondido dentro). Como nunca había visto uno antes, Aurora examina con curiosidad el extraño objeto mientras sus padres tratan desesperadamente de intervenir. Tal como se predijo, se pincha el dedo con el huso cayendo inmediatamente en un profundo sueño. 
La extraña vieja encubierta no es otra que Carabosse, que se burla de la angustia de todos, creyendo que su maldición sigue en pie y que la princesa ha muerto. Una vez más, el hada de las lilas calma el alboroto y recuerda a los reyes que Aurora solo está durmiendo. La princesa es llevada a la cama. El hada de las lilas lanza un encantamiento que hace dormir a todo el reino, que sólo se romperá cuando Aurora se despierte, y cubre el castillo con un espeso bosque de viñas y zarzas.
Acto II
Han pasado cien años. En un claro del bosque el príncipe Désiré se encuentra en una cacería con sus acompañantes. Está desanimado debido a su autoritaria novia condesa. Sus amigos tratan de animarlo con el juego de la gallina ciega y con una serie de bailes. Aún infeliz, pide que le dejen solo y la partida de caza se aleja. Solo en el bosque, se encuentra con el hada de las lilas, que lo ha elegido para despertar a Aurora. Ella hace que el príncipe tenga una visión en donde ve a la princesa y el príncipe se siente atraído inmediatamente. El hada de las lilas le explica la situación y Désiré le pide al hada que lo lleve junto a ella. El hada de las lilas lo conduce por el bosque hasta que llegan al palacio. Carabosse aparece y trata de disuadirlo, pero él junto con el hada de las lilas finalmente logran derrotarla. Una vez dentro del castillo Désiré despierta a Aurora con un beso. El resto de la corte se despierta también y los reyes acceden cordialmente cuando el príncipe propone matrimonio y la princesa acepta.
Acto III
En el salón del palacio se celebran las bodas de la princesa Aurora con el príncipe Désiré. Bailan para ellos diversos personajes: el Gato con Botas y la Gata Blanca, Caperucita Roja y el Lobo, Cenicienta y el príncipe, el pájaro azul y la princesa Florine, cortesanos y cortesanas. Para finalizar Aurora y el príncipe Desiré bailan un Grand pas de deux y todo el conjunto danza una mazurca. El príncipe y la princesa están casados, con el hada de las lilas bendiciendo la unión. El ballet termina con una apoteósis (apothéose) en la cual todos los personajes hacen una última reverencia.

## Instrumentación
La partitura está escrita para una orquesta formada por:
- Viento madera: 1 flautín, 2 flautas, 2 oboes, 1 corno inglés, 2 clarinetes en si bemol y la, 2 fagotes.
- Viento metal: 4 trompas en fa, 2 cornetas en si bemol y la, 2 trompetas en si bemol y la, 3 trombones, 1 tuba.
- Percusión: timbales, bombo, caja, platillos, tam-tam, triángulo, pandereta, glockenspiel.
- Teclado: piano.
- Cuerda: 2 arpas y una sección de cuerdas con violines I y II, violas, violonchelos y contrabajos.

## Estructura y análisis
A Chaikovski le agradó que el ballet estuviese inspirado en el cuento de hadas La bella durmiente del bosque de Charles Perrault, puesto que la historia sucede en la época de Luis XIV. De esa manera, tendría la oportunidad de escribir música en estilo barroco. El interés de Chaikovski en cuanto al establecimiento de la historia se remonta a 1867. Fue entonces cuando escribió un pequeño ballet sobre la historia para los hijos de su hermana Alexandra Davydova. Había hecho lo mismo con El lago de los cisnes. 
En noviembre de 1888 el compositor tuvo una reunión con oficiales del teatro y con Petipa, en la que se redactó un borrador del escenario. Petipa proporcionó a Chaikovski un análisis detallado de las necesidades musicales. Se trataba de directrices muy específicas acerca del tempo, la métrica, así como otras cuestiones musicales. Incluso especificó la longitud de determinadas piezas concretando un número exacto de compases. Pidió un vals en el acto 1, una mazurka en el acto 2 y una polonesa en el acto 3. 
Las especificaciones de Petipa estimularon la imaginación de Chaikovski, en lugar de obstaculizar su labor como cabría esperar.
El compositor se puso a trabajar, y concluyó la partitura el 1 de septiembre de 1889.
A lo largo de todo el ballet se hace un empleo repetido de dos temas musicales que representan el bien y el mal, personificados por el Hada de las lilas y Carabosse respectivamente. Esto proporciona unidad a la obra y también contribuye a intensificar el drama y el suspense.
Los títulos de todos los números que se indican aquí provienen del escenario original de Marius Petipa, así como del libreto y programas originales de la primera representación de 1890. Se mencionan los cambios importantes que se hicieron para la partitura de la producción original de Petipa y ayudan a explicar por qué la partitura se oye a menudo en diferentes versiones en las salas de concierto en la actualidad.
Todos los libretos y programas de las obras interpretadas en los escenarios de los teatros imperiales llevaban el título en francés, que era el idioma oficial de la corte del emperador, así como el idioma en el que se mueve la terminología de ballet.
Prólogo — Le baptême de la Princesse Aurore

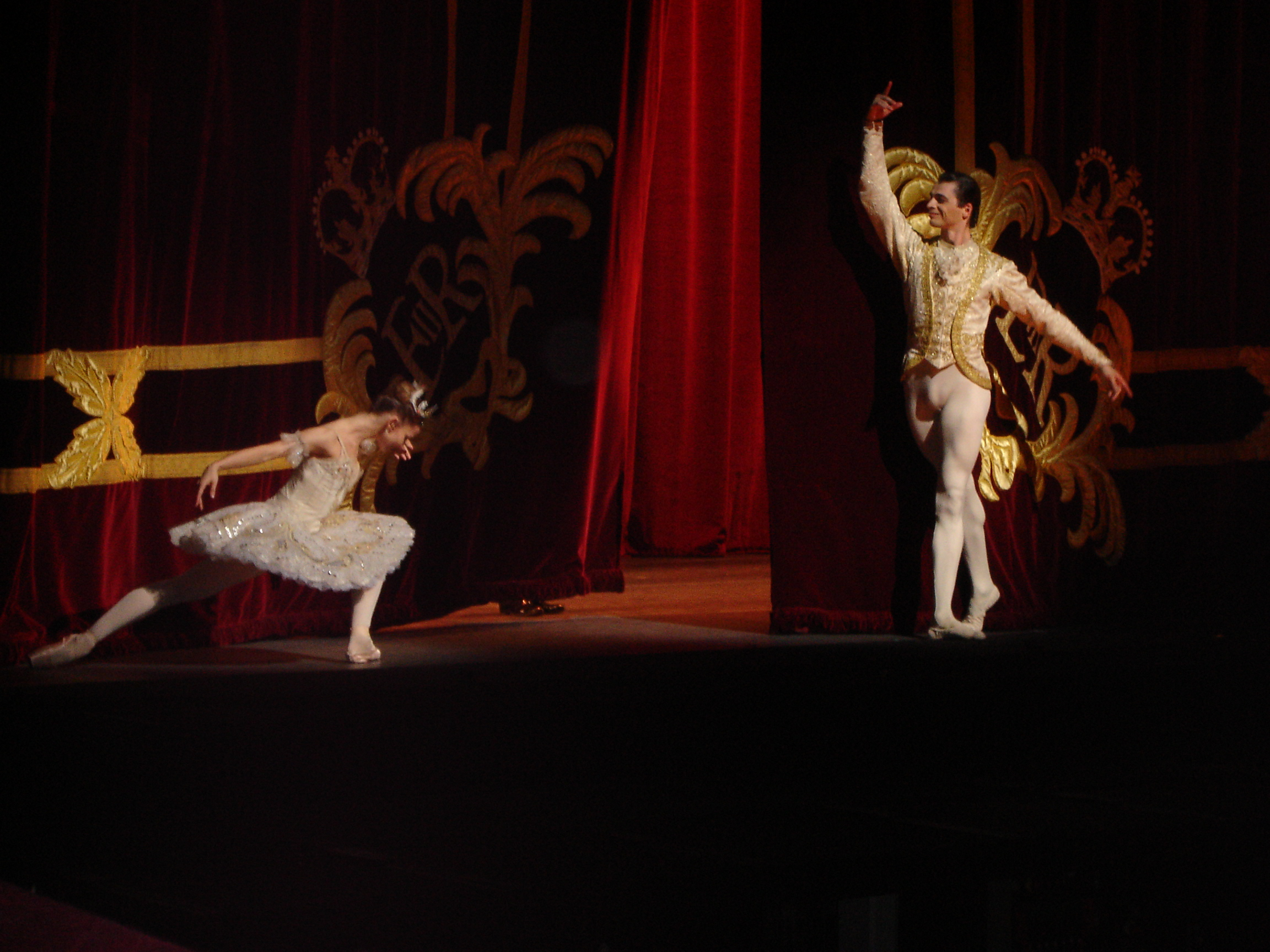
Evgenia Obraztsova y David Makhateli en un montaje en el Covent Garden, 2009.

N.º 1-a Introduction
N.º 1-b Marche de salon
N.º 2-a Entrée des fées
N.º 2-b Scène dansante
N.º 3 Grand pas d'ensemble (o Pas de six)—
a. Grand adage. Petit allégro
b. Variation - Candide
c. Variation - Coulante–Fleur de farine
d. Variation - Miettes–qui tombent
e. Variation - Canari–qui chante
f. Variation - Violente–échevelée
g. Variation - La Fée des lilas–voluptueuse
h. Coda générale
N.º 4 Scène et final—
a. Entrée de Carabosse
b. Scène mimique de Carabosse
c. Scène mimique de la Fée des lilas
Acto I — Les quatre fiancés de la Princesse Aurore
N.º 5-a Introduction
N.º 5-b Scène des tricoteuses
N.º 6 Grande valse villageoise (o The Garland Waltz)
N.º 7 Entrée d'Aurore
N.º 8 Grand pas d'action—
a. Grand adage à la rose (cadenza de apertura de arpa posiblemente ampliada por el arpista Albert Heinrich Zabel o Riccardo Drigo)
b. Danse des demoiselles d'honneur et des pages
c. Variation d'Aurore (coda editada por una mano desconocida, posiblemente Riccardo Drigo)
d. Coda
N.º 9 Scène et final—
a. Danse d'Aurore avec le fuseau
b. Le charme
c. L'arrivée de la Fée des lilas
Acto II

Escena I — La chasse du Prince Désiré
N.º 10-a Entr'acte
N.º 10-b Scène de la chasse royale
N.º 11 Colin-Maillard
N.º 12 Danses des demoiselles nobles—
a. Scène
b. Danse des duchesses
c. Danse des baronesses (probablemente cortada por Petipa de la producción original)
d. Danse des comtesses (probablemente cortada por Petipa de la producción original)
e. Danse des marquises (probablemente cortada por Petipa de la producción original)
N.º 13 Coda–Farandole
N.º 14-a Scène et départ des chasseurs
N.º 14-b Entrée de la Fée des lilas
N.º 15 Pas d'action—
a. Entrée de l'apparition d'Aurore
b. Grand adage (cadenza de apertura de arpa posiblemente ampliada por el arpista Albert Heinrich Zabel o Riccardo Drigo)
c. Valse des nymphes–Petit allégro coquet
- Interpolación (4 compases transitorios para el final del n.º 15-c compuestos por Riccardo Drigo que conducen a la variación de Brianza)
- Interpolación: Variation Mlle. Brianza (n.º 23-b Variation de la fée-Or del Acto III)

d. Variation d'Aurore (cortado por Petipa en la producción original)
e. Petite coda
N.º 16 Scène
N.º 17 Panorama
- Interpolación (3 compases transitorios para el final del n.º 17 compuestos por Drigo que llevan al n.º 19, ya que el n.º 18 fue cortado en el montaje original)

N.º 18 Entr'acte symphonique (solo para violín compuesto por Leopold Auer, cortado en la producción original)
Escena II — Le château de la belle au bois dormant
N.º 19 Scène du château de sommeil
N.º 20 Scène et final – Le réveil d'Aurore
Acto III — Les Noces de Désiré et d'Aurore
N.º 21 Marche
N.º 22 Grand polonaise dansée
Grand divertissement—
N.º 23 Pas de quatre
a. Entrée
b. Variation de la fée-Or (cambiado por Petipa al Acto II como una variación para Carlotta Brianza en la producción original)
c. Variation de la fée-Argent (cambiado por Petipa en la producción original – Pas de trois pour la Fées d'Or, d'Argent et de Saphir)
d. Variation de la fée-Saphir (cortado por Petipa en la producción original)
e. Variation de la fée-Diamant
f. Coda
- Interpolación: Entrée de chats (una introducción de diez compases de Chaikovski para el n.º 24)

N.º 24 Pas de caractère – Le Chat botté et la Chatte blanche
N.º 25 Pas de quatre (cambiado por Petipa en la producción original – Pas de deux de l'Oiseau bleu et la Princesse Florine)
a. Entrée
b. Variation de Cendrillon et Prince Fortuné (cambiado por Petipa en la producción original – Variation de l'Oiseau bleu)
c. Variation de l'Oiseau bleu la Princesse Florine (cambiado por Petipa en la producción original – Variation de la Princesse Florine)
d. Coda
N.º 26 Pas de caractère – Chaperon Rouge et le Loup
- Interpolación: Pas de caractère – Cendrillon et Prince Fortuné

N.º 27 Pas berrichon – Le Petit Poucet, ses frères et l'Ogre
N.º 28 Grand pas de quatre (originalmente arreglado por Petipa como Pas de quatre para la princesa Aurora, príncipe Désiré y las hadas de oro y zafiro)
a. Entrée (sólo se conservaron los primeros ocho compases)
b. Grand adage
- Interpolación: Danse pour les Fées d'Or et de Saphir in 6/8 (Petipa posiblemente utilizó la música de la Entrée para acompañar un baile para las hadas de oro y zafiro)

c. Variation du Prince Désiré
d. Variation d'Aurore — Mlle. Brianza (editada por Riccardo Drigo para la producción original a petición de Petipa)
e. Coda
N.º 29 Sarabande – quadrille pour Turcs, Éthiopiens, Africains et Américains
N.º 30-a Coda générale
N.º 30-b Apothéose – Apollon en costume de Louis XIV, éclairé par le soleil entouré des fées (música basada en Marche Henri IV)

## Versiones

### Arreglos para piano
En 1890, Alexander Siloti recibió el encargo de hacer un arreglo musical de esta obra para dúo de pianos. Él se negó, pero sugirió que su primo, que entonces tenía 17 años de edad, Serguéi Rajmáninov resultaría más que competente. Esta oferta fue aceptada, aunque Siloti supervisó el arreglo. El propio Siloti arregló la partitura completa para piano solo.

### La boda de Aurorade Diáguilev
En 1922, el empresario de ballet Serguéi Diáguilev arregló una versión de 45 minutos del acto final para sus Ballets Rusos, titulado  La boda de Aurora. Esta versión abreviada ha sido grabada por el director Leopold Stokowski, en una de sus últimas actuaciones, y por Charles Dutoit.
La adaptación toma material del acto I de introducción del ballet y la combina con la mayor parte del último acto, así como otras secciones. Las selecciones en esta versión son las siguientes:
1. Introducción (Prólogo)
2. Polacca (Acto 3)
3. Pas de six (Prólogo)
4. Scene; Danse des Duchesses; Danse des Marquises (Acto 2)
5. Farandole; Danse - Tempo di Mazurka (Acto 2)
6. Pas de quatre (Acto 3)
7. Pas de Caractere - Chaperone Rouge et le Loup (Acto 3)
8. Pas de quatre (Acto 3)
9. Coda - les trois Ivans (Acto 3)
10. Pas de deux (Acto 3)
11. Finale - Tempo di Mazurka; Apothéose (Acto 3)

## Controversia de marca
Walt Disney Company tiene pendiente una solicitud de marca en la Oficina de Patentes y Marcas de Estados Unidos, presentada el 13 de marzo de 2007, por el nombre "Princesa Aurora". Esta abarcaría todos los usos relacionados con el entretenimiento grabado y en vivo en películas, televisión, radio, teatro, informática, internet, noticias y fotografía, excepto las obras de literatura de ficción y no ficción.
Esto ha causado controversia debido a que "Princesa Aurora" es también el nombre del personaje principal en la versión de la historia del ballet de Chaikovski, de la cual Disney adquirió parte de la música para su película de animación de 1959 La bella durmiente.

## Galería

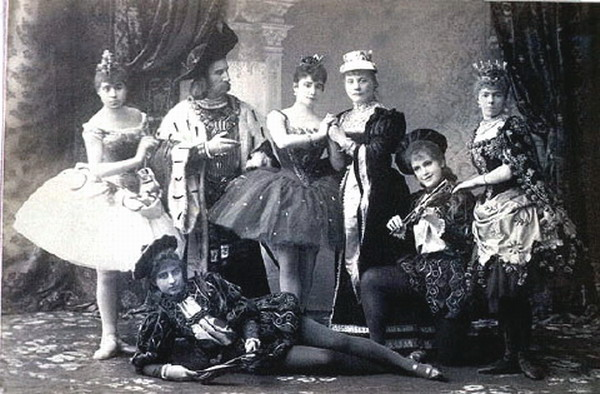
Elenco original, 1890
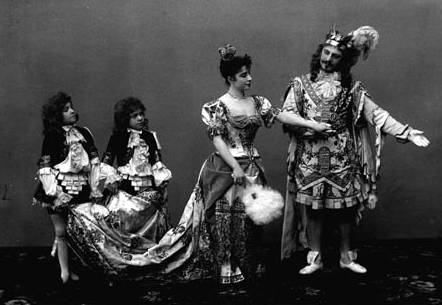
Carlotta Brianza y Pável Gerdt en el acto III, 1890
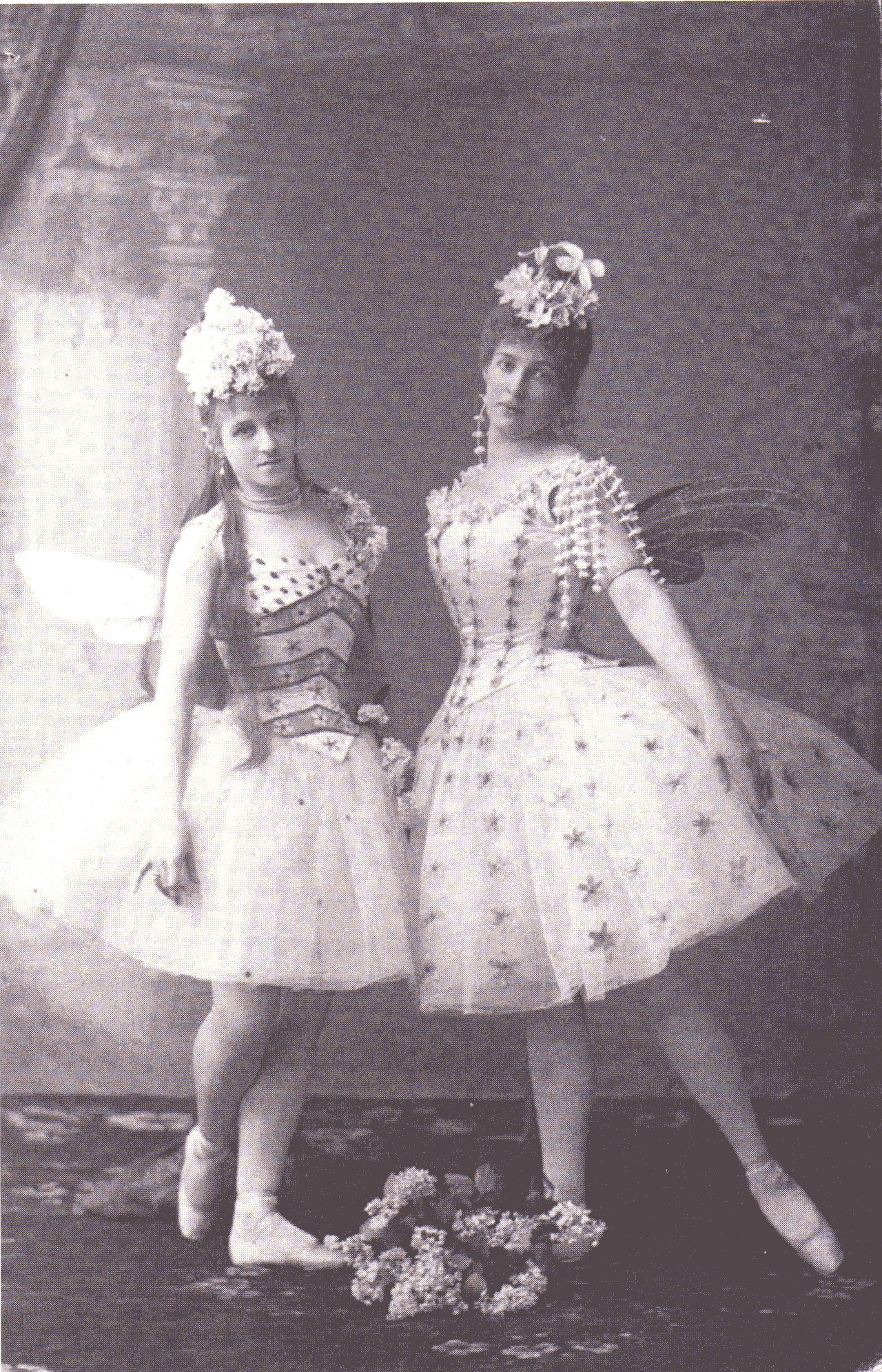
Marie Petipa como el hada de las lilas y Lyubov Vishnévskaya como un asistente, 1890
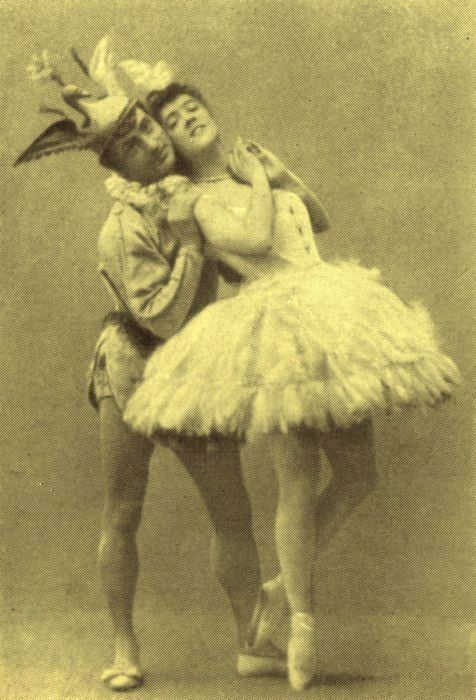
Enrico Cecchetti y Varvara Nikítina como el pájaro azul y la princesa Florine, 1890
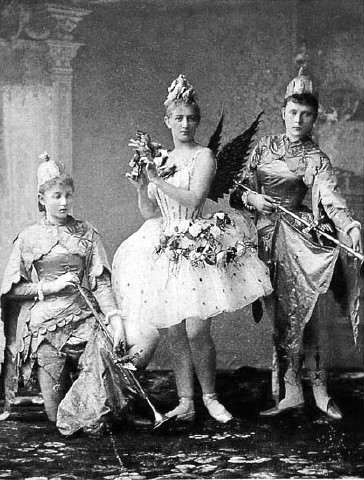
Anna Johannson y dos pajes, 1892
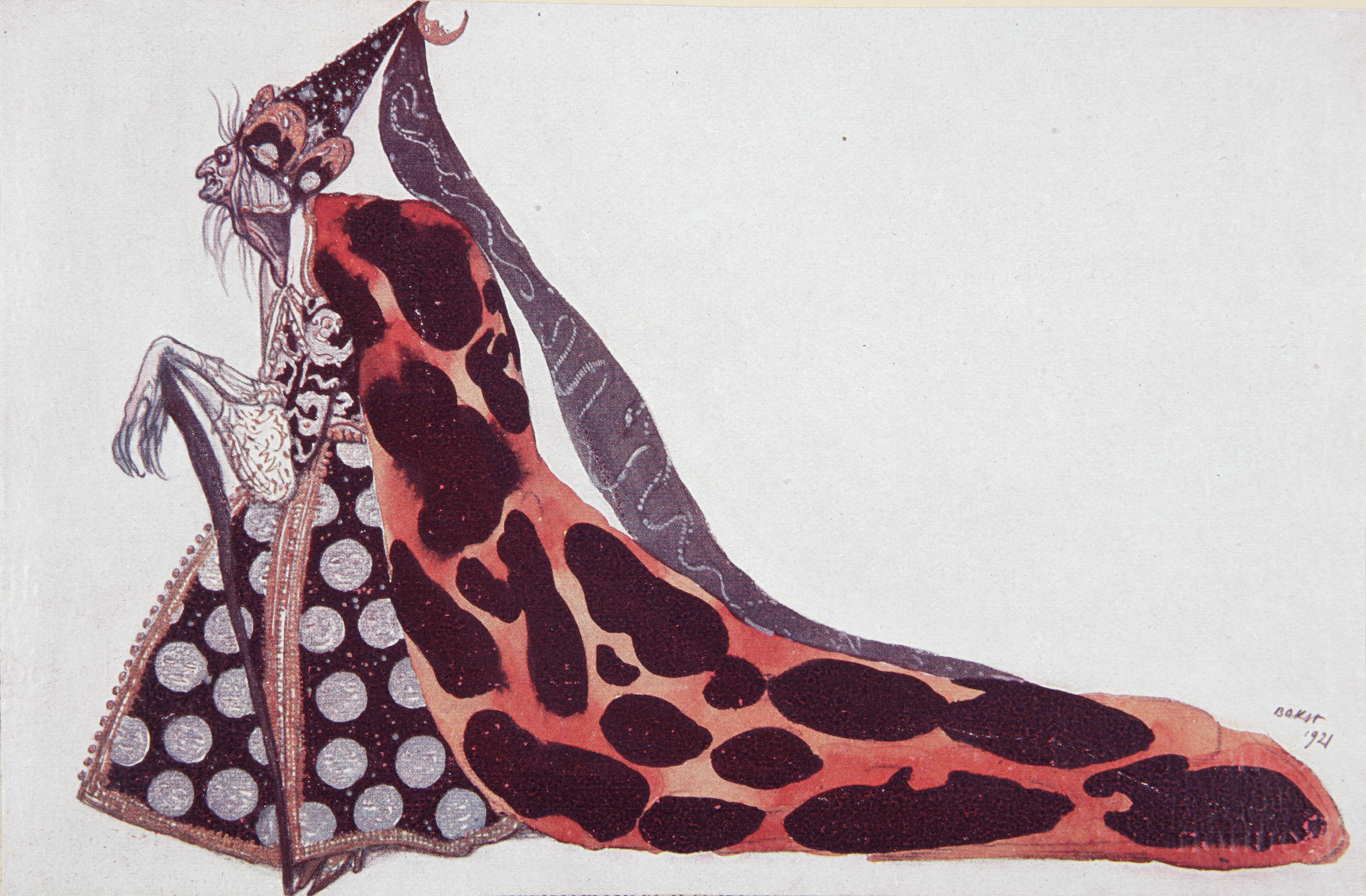
Diseño de Léon Bakst para Carabosse, 1921
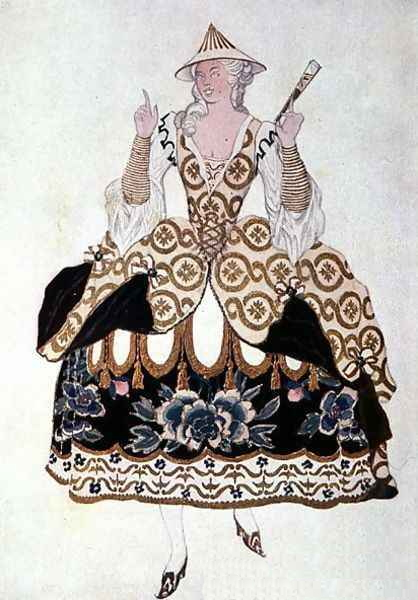
Diseño de Leon Bakst para dama china, 1921
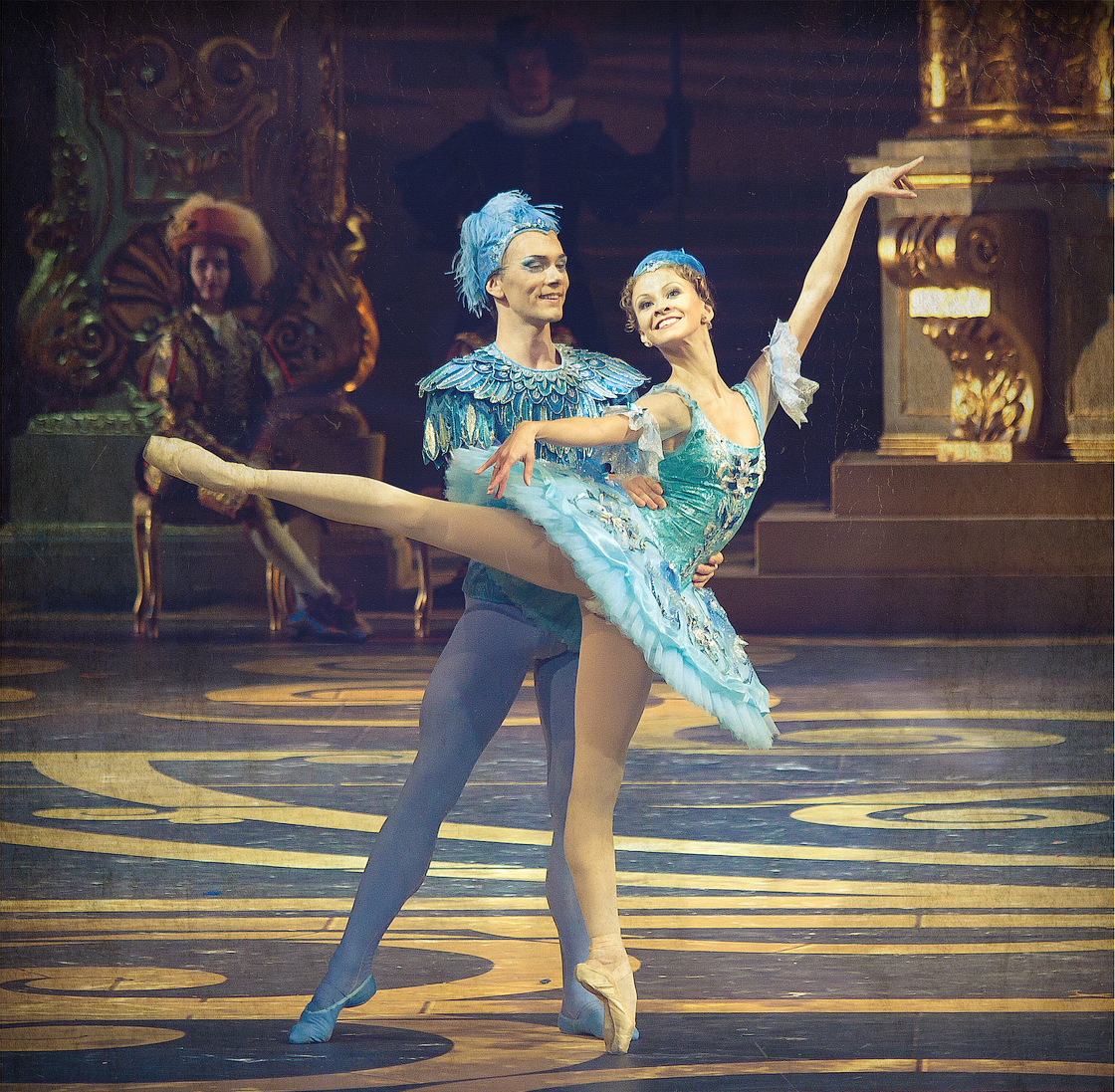
Viacheslav Lopatin y Anastasíya Stashkévich como el pájaro azul y la princesa Florine, 2011